# Wasserturm am Blumenweg

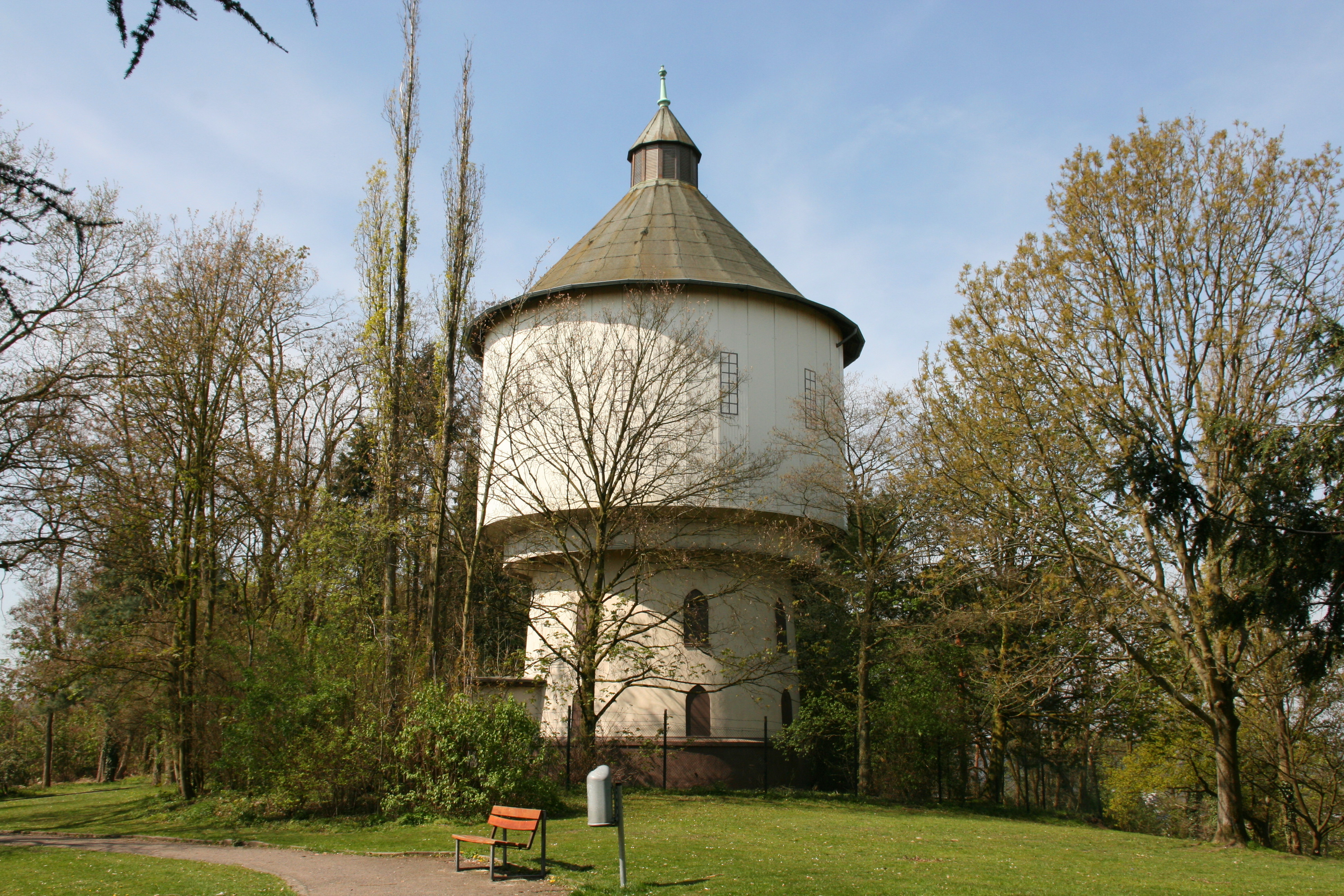
Der Wasserturm 2010

Der Wasserturm am Blumenweg befindet sich am Ende des Blumenwegs, südöstlich der Altstadt von Hattingen und westlich des Evangelischen Krankenhauses Hattingen.
Er wurde von der Hattinger Wasserwerk AG gebaut und 1908 fertiggestellt. Der Konstrukteur ist aus den Bauunterlagen nicht ersichtlich. Der verhältnismäßig niedrige Rundbau – er überragt kaum die umgebenden Bäume – mit einem Kegeldach und in der Spitze aufsitzender Laterne zur Entlüftung gliedert sich in einen zweigeschossigen Betriebsteil und den in zwei Stufen auskragenden Wasserbehälter darüber.
Am 18. März 1945 wurde bei dem schweren Luftangriff nahe dem Turm das Hauptrohr schwer getroffen; das machte die Stadt Hattingen vorübergehend wasserlos.
In den 1970er Jahren wurde der Wasserturm saniert und den Anforderungen für Trinkwasserversorgung entsprechend mit einer  Verkleidung abgedichtet.
Der Turm wurde am 9. August 1984 in die Liste der Baudenkmäler der Stadt Hattingen eingetragen. In der Liste wird er als „(ehem.)“, ehemalig geführt, ist also nicht mehr in Betrieb.